# نفود الفنيدة
نفُود الفنيدة كثبان رملية، كبيرة المساحة. تقع في عالية نجد وسط المملكة العربية السعودية.

## الوصف
تقع نفود الفنيدة إلى الجنوب من جبلي النايع والنويع وغرب جبل سواح وتبتعد عن نفود كتيفة شرقًا نحو 23 كم٬ ويحُّدها من الغرب وادي مبهل أحد روافد وادي الدَّاث، واتمتد نفود الفنيدة من الشمال الغربي إلى الجنوب الشرقي إلى مسافة 21 كم، بعرض لا يتجاوز 6 كم٬ ومساحتها 126 كم.